# 오가타 메구미
오가타 메구미(일본어: 緒方 恵美 おがた めぐみ[*], 1965년 6월 6일~)는 일본의 성우이다.

## 출연작

### TV 애니메이션
1990년
- 유유백서 (쿠라마)

1993년
- 미소녀전사 세일러문 R (페츠)

1994년
- 미소녀전사 세일러문 S (텐오 하루카/세일러 우라누스)
- 마법기사 레이어스 (에메로드 공주), (이글 비전)
- 무적용사 사자왕 (로카)
- 여신전사 (리프시안)
- 아미테이지3 (줄리안 무어)

1995년
- 신세기 에반게리온 (이카리 신지)

1998년
- 카드캡터 사쿠라 (츠키시로 유키토)
- 안드로이드 아나운서 마이코 2010 (마스다마스)
- 유희왕 (무토우 유우기)

1999년
- GTO (무라이 쥬리아)

2000년
- 학교괴담 (아카네)

2002년
- 달빛천사 (이즈미 리오)
- 베리베리 뮤우뮤우 (아오야마 마사야/푸른 기사/딥 블루)
- 사무라이 디퍼 쿄우 (사나다 유키무라)
- 원반황녀 왈큐레 (왈큐레(성인))

2003년
- 원반황녀 왈큐레 12월의 야상곡 (왈큐레(성인), 고스트 왈큐레)
- 탐정학원 Q (큐)

2008년
- S.A 스페셜 에이 (타키시마 사토루)
- 블리치 (티아 할리벨)

2010년
- 엔젤 비츠! (나오이 아야토)

2012년
- 사랑과 선거와 초콜릿 (유메시마 오보로)
- 메다카 박스 (쿠마가와 미소기)

2013년
- 단간론파 The Animation (나에기 마코토)

2016년
- 단간론파 the end of 키보가미네 학원 - 절망편 (코마에다 나기토)
- 단간론파 the end of 키보가미네 학원 - 미래편 (나에기 마코토)
- 마법소녀 육성계획 (숲속의 음악가 크람베리)

2020
- 지박소년 하나코 군 (하나코[아마네],츠카사)

### OVA
2005년
- 원반황녀 왈큐레 성령절의 신부(왈큐레[성인], 고스트 왈큐레)

2006년
- 원반황녀 왈큐레 시간과 꿈과 은하의 연회(왈큐레[성인])
- 지박소년 하나코 군(하나코군[아마네], 츠카사)

### 극장판
1997년
- 신세기 에반게리온 데스&리버스(이카리 신지)
- 신세기 에반게리온 End of Evangelion(이카리 신지)

1999년
- 카드캡터 사쿠라 극장판(츠키시로 유키토)

2000년
- 도라에몽 노비타의 태양왕전설 (티오)
- 카드캡터 사쿠라 극장판 2 ~봉인된 카드~(츠키시로 유키토)

2007년
- 에반게리온 : 서(이카리 신지)

2009년
- 에반게리온 : 파(이카리 신지)

2012년
- 에반게리온 : Q(이카리 신지)

2022년
- 극장판 주술회전 0(옷코츠 유타)

### 게임
1997년
- 천외마경 제4의 묵시록(세이야)

1998년
- 트윈비 RPG(시즈)

1999년
- 스트리트파이터 EX2(나나세,샤론)

2002년
- 록맨 제로(하르퓨이어)

2006년
- 페르소나3(아마다 켄)
- 록맨 젝스(모델H)

2007년
- 페르소나3 -FES-(아마다 켄)

2010년
- 단간론파 -희망의 학교와 절망의 고교생(초고교급 행운 나에기 마코토)
- 사랑과 선거와 초콜릿(유메시마 오보로)

2012년
- 슈퍼 단간론파 2 : 안녕히 절망학원(77기 초고교급 행운 코마에다 나기토)/(78기 초고교급 행운 나에기 마코토)

## 혐한 논란
자신의 트위터에 위안부 소녀상 비판글을 리트윗했다.
이는 "위안부 동상 철거 서명이 정식으로 수락해 주는게 10만 명인데 현재 절반 이상이 서명해 줬다. 고맙고 앞으로도 잘 부탁한다"는 내용이다.
즉 그는 한국을 상대로 도발을 일삼는 자민당 열성 지지자이며, 전에도 한국을 상대로 이러한 인터넷상의 도발성 게시물을 게시해왔었다.